# Daniel Rodríguez
Daniel Rodríguez Vázquez (ur. 6 czerwca 1988 w Betanzosie) – hiszpański piłkarz występujący na pozycji pomocnika w RCD Mallorca.